# Charang
Charang ou Tsarang é uma aldeia e um village development committee (VDC, lit.: "comité de desenvolvimento de aldeia") do distrito de Mustang, da zona de Dhaulagiri da região Oeste do Nepal. Em 2011 tinha 452 habitantes e 132 casas de habitação.
O village development committee tem as seguintes aldeias:
- Charang (3 580 m)
- Ghar Gumba (3 920 m)
- Marang (3 700 m)
- Saukre (3 825 m)

A aldeia de Charang situa-se a 3 570 metros de altitude, no vale de um afluente da margem direita do Kali Gandaki, de cujo leito dista um par de quilómetros. Encontra-se poucos quilómetros a sul de Lomanthang, a capital-fortaleza do antigo reino de Mustang, que existiu formalmente até 2008.
Na aldeia há tem numerosas estupas, um mosteiro (gompa) budista tibetano e uma fortaleza (dzong). O mosteiro é constituído por vários edifícios, muitos em estado ruinoso, enquanto que outros estão a ser restaurados. As paredes interiores do templo principal, recentemente limpas e restauradas, estão cobertas de pinturas com representações do mandala do Buda da Medicina. Segundo alguns guias turísticos locais, as representações e os rituais do Buda da Medicina são um objeto de especial devoção no reino de Mustang e podem ser encon entradas em quase todos os templos da região.[carece de fontes?]

## Gompa Ani Lhakang
Um dos edifícios mais interessantes do complexo monástico fortificado, situado na parte traseira, aparenta ser uma ruína prestes a desmoronar-se na falésia onde foi construído. O edifício é conhecido localmente como Gompa Ani ou Ani Lhakang (convento). A sua única entrada é um conjunto de pequenas portas duplas em madeira, flanqueado por uma roda da vida e de pinturas murais com os quatro reis guardiões. No interior, o teto tem numerosas vigas e grandes buracos, com o céu azul por detrás. O chão é uma superfície irregular e todo o lugar parece poder desmoronar-se a qualquer momento. Não obstante, apesar de tudo isso, as paredes interiores estão completamente cobertas de pinturas de cores vivas, das quais algumas parecem ter sido limpas e restauradas muito recentemente.
O arranjo interior da sala está longe de ser típica. A parede interior principal, em frente à porta, tem uma representação importante do Buda Vajradhara, o Buda primordial, rodeado pelos mestres da linhagem Xáquia — baseado no tantra Hevajra e nos ensianmentos do indiano Virupa (representado sob seis formas diferentes nas pinturas murais do templo principal). Do lado esquerdo do espectador há uma grande tela de Padmasambhava rodeado de uma linhagem Nyingma. No lado direito da sala há um grande quadro de um mestre da Drukpa Kagyu. As paredes laterais da sala parecem representar os Cinco Budas simbólicos acompanhados de pequenos budas. Imediatamente à direita, e à esquerda da entrada, há divindades protetoras da tradição Xáquia num lado e protetores da tradição Drugpa no outro lado.
Apesar de ser chamado "gompa", é mais provável que o edifício seja um lhakang ou um edifício criado para ser utilizado durante o recolhimento monástico de verão. O mosteiro tem como pano de fundo as falésias abruptas do vale que rodeiam a aldeia, onde há numerosas grutas, que tanto foram e são usadas para fins religiosos como para fins seculares. Só uma pequena parte dessas grutas foi explorada por trepadores qualificados e especialistas.